# Салеси Ма'афу
Салеси Ма'афу (енгл. Salesi Ma'afu; 22. март 1983) професионални је аустралијски рагбиста, који тренутно игра за Тулон. Рођен је у Сиднеју, где је тренирао рагби 13, али је после прешао на рагби 15. За брамбисе је одиграо 52 утакмица и постигао 20 поена. За Вестерн Форс је одиграо 23 утакмица. После 6 сезона у најјачој лиги на свету, одлази у Европу. Потписао је за сеинтсе, за које ће до преласка у Тулон одиграти 42 утакмица и постићи 1 есеј. Са сеинтсима је освојио челинџ куп и титулу првака Енглеске. За репрезентацију Аустралије је дебитовао 2010. против Фиџија. За "валабисе" је одиграо 14 утакмица и постигао 1 есеј.